# CANZUK

Spojené království, Kanada, Austrálie a Nový Zéland tmavě modře na mapě světa; jejich závislá území světle modře

CANZUK je označení pro personální unii mezi Kanadou, Austrálií, Novým Zélandem a Spojeným královstvím a zároveň pro plány na jejich možné budoucí užší vazby, které navrhují někteří politici těchto zemí a také několik organizací, například CANZUK International.
Myšlenka užší spolupráce těchto zemí dostala nový impuls v roce 2016 po referendu o členství Spojeného království v Evropské unii, ve kterém občané Spojeného království rozhodli, že Spojené království ukončí své členství v Evropské unii. Někteří zastánci CANZUKu vidí v užším spojení zmíněných čtyř států třetí pilíř západní civilizace (vedle Spojených států amerických a Evropské unie) a rovněž argumentují, že vzniklou spoluprací by vznikla nová velmoc.
Motivací pro užší spolupráci je historická a kulturní blízkost těchto zemí i stále přetrvávající historické vazby. Ve všech převažují obyvatelé britského původu. Všechny jsou členy Commonwealthu a hlavou jejich státu je britský panovník. Jejich právní systémy jsou postavené na angloamerickém právu, jejich jazyk přinejmenším vychází z britské angličtiny.